# Ribellione di Shays

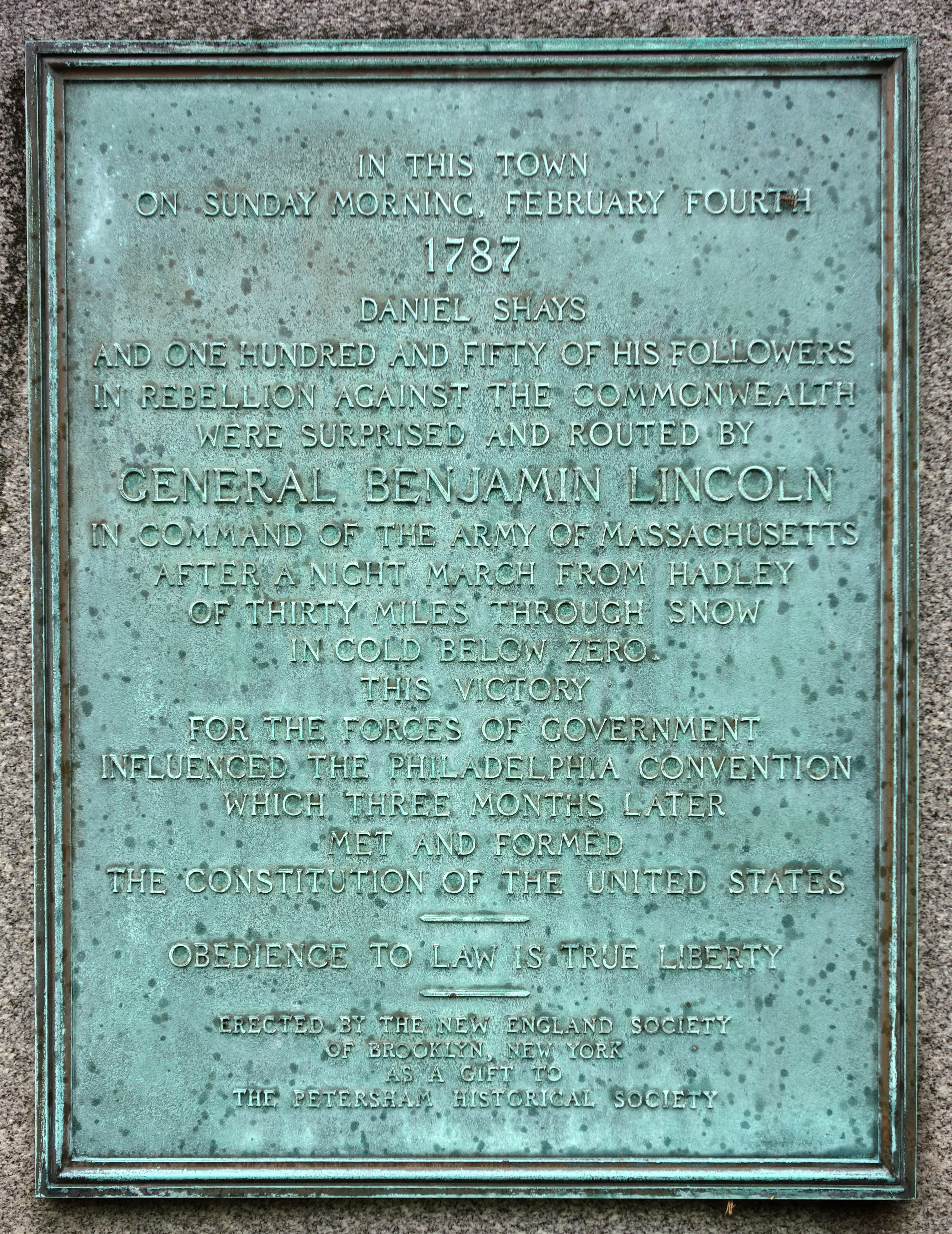
Placca commemorativa della Ribellione di Shays a Petersham, nel Massachusetts.

La  Ribellione di Shays è stata una ribellione armata svoltasi in Massachusetts, principalmente nella città di Springfield e nei dintorni, tra il 1786 e il 1787, guidata dall'agricoltore e veterano della Guerra d'Indipendenza Americana Daniel Shays. La ribellione, che comprendeva un totale di circa 4000 ribelli (chiamati shaysites) era nata come protesta contro le ingiustizie economiche e civili subite dai ceti più umili della società americana.
Nel 1787, i ribelli guidati da Shays marciarono contro l'armeria della città di Springfield, cercando d'impossessarsi delle armi al suo interno. Il governo federale, per problemi economici, fu incapace di soffocare la ribellione, che terminò in seguito per mano della milizia armata dello stato del Massachusetts e di varie milizie locali private.
L'opinione generale che fece nascere la rivolta era che gli Articoli della Confederazione dovevano essere riformati, così come i documenti governativi del paese. Questo evento è stato una delle principali cause per l'allestimento della Convenzione di Filadelfia del 1787 e per la creazione di un nuovo governo.

## Antecedenti
L'economia degli stati dell'Unione durante la Guerra d'Indipendenza Americana si basava principalmente sull'agricoltura di sussistenza delle zone rurali del New England e del Massachusetts e, alcuni abitanti della zona, avendo scarse disponibilità monetarie, si scambiavano beni di necessità in forma diretta attraverso il baratto.

Al termine della guerra nel 1783, i soci commerciali europei del Massachusetts, negando la concessione di linee di credito, imposero una politica di pagamento che si basava sull'uso di valute forti, valute di cui la popolazione più povera non poteva disporre. Questa situazione provocò che anche i mercanti del territorio statunitense cominciassero a esigere pagamenti adattati a tali linee di credito e, malgrado l'implementazione di alcune politiche di protezione, specialmente a mano del governatore John Hancock, la situazione degli agricoltori dello stato del Massachusetts cominciò a peggiorare: l'impossibilità di ripagare le linee di credito e di debito fece sì che la maggior parte della popolazione perse il controllo delle proprie terre, creando in questo modo una situazione di malcontento generale fra coloro che, pur avendo combattuto nella guerra, avevano ricevuto un compenso basso o nullo.

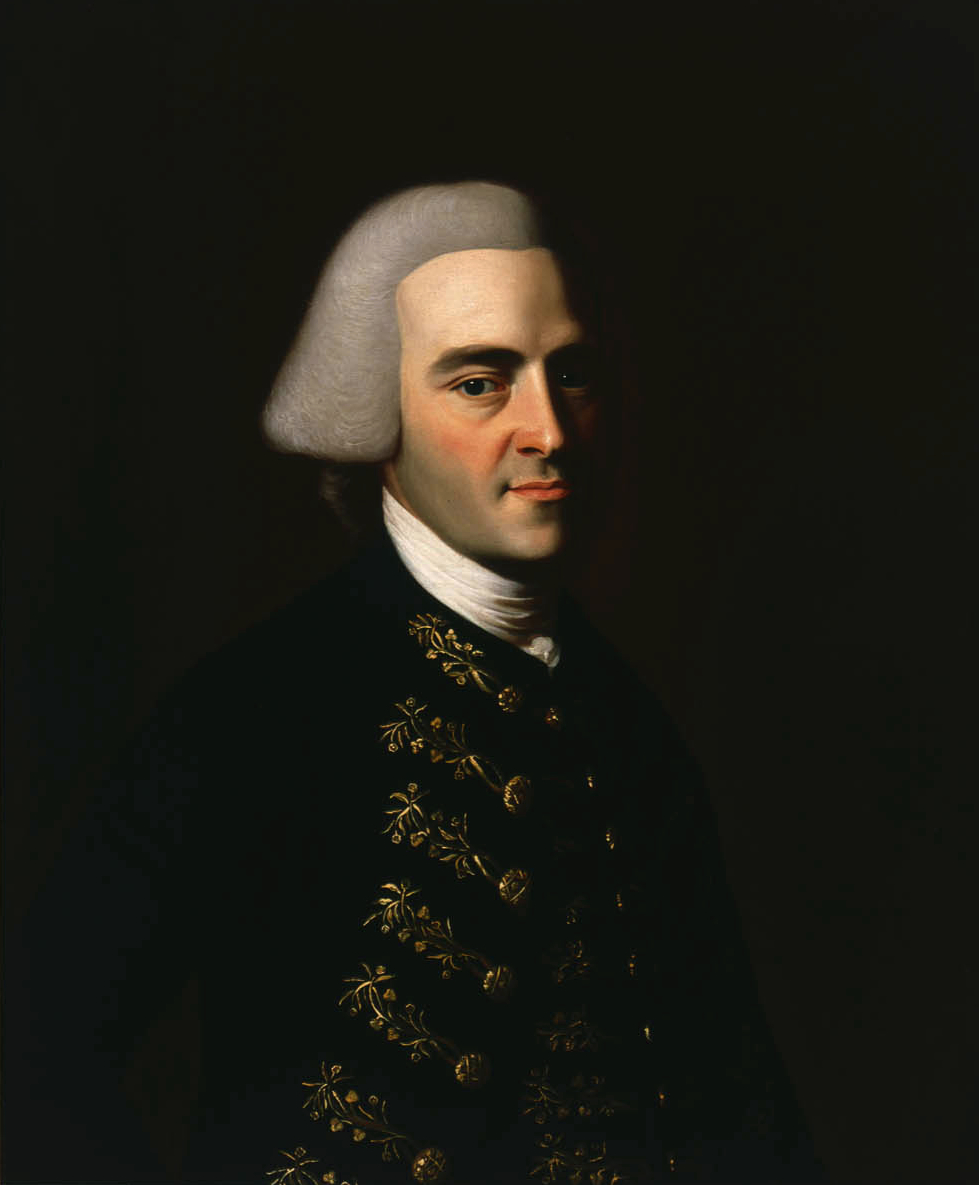
Ritratto del Governatore John Hancock

Ad aggravare questa situazione, si sommò l'incapacità del governo federale di pagare i salari dei soldati impegnati nella salvaguardia del territorio.

### Le prime rivolte
Le prime proteste attive contro la situazione vissuta dai ceti più poveri della società si possono riscontrare in piccole rivolte armate (come quella guidata da Job Shattuck nel 1782 a Groton) o in proteste su grande scala, come quella sviluppatasi a Uxbridge (un villaggio situato alla frontiera con il Rhode Island) il 3 febbraio del 1783, dove un gruppo di agricoltori si organizzò per impedire l'esproprio di terreni di contadini. La totalità delle rivolte vennero sedate con atti di violenza verso la popolazione da parte delle milizie governative.
Le azioni legali intraprese da parte della popolazione furono, per la quasi totalità, ignorate dagli organi governativi, mentre la possibilità di aumentare la quantità di moneta circolante venne completamente rifiutata dal governo (questa scelta è stata particolarmente influenzata dalle proteste dei commercianti e dei ricchi proprietari terrieri, incluso il governatore James Bowdoin).

### Chiusura dei tribunali
Come protesta contro la sospensione della Legislatura Statale, a partire dall'agosto del 1786, gruppi di contadini cominciarono a riunirsi fuori da vari tribunali dello stato, evitando in tal modo il debito funzionamento. Il 29 agosto, una forza ben organizzata si riunì fuori dal tribunale di Northampton, impedendo qualsivoglia attività. Come risposta, il governatore dello stato del Massachusetts, Bowdoin, il 2 settembre denunciò tali azioni senza però nessuna reazione violenta.
Le proteste andarono avanti in altre città dello stato, come a Great Barrington, a Concord e a Tauton, fra i mesi di settembre e ottobre. Come risposta, il governo statale cominciò a organizzare gruppi di milizie armate a difesa dei tribunali e degli edifici governativi, emettendo inoltre ordini d'arresto per coloro che organizzavano attività di rivolta contro lo stato.

## La ribellione

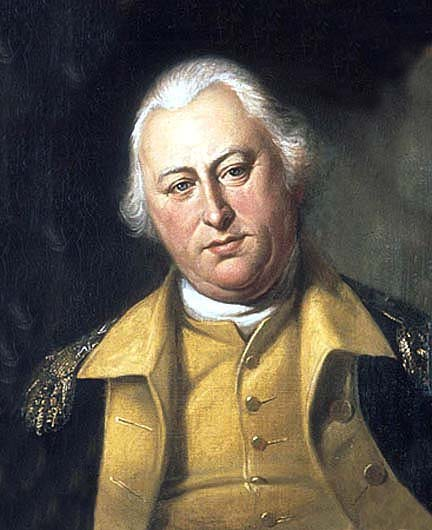
Ritratto del generale Benjamin Lincoln

Il governo federale non aveva potuto reclutare soldati per l'esercito per via di mancanza di fondi, a causa di ciò, il  governo del Massachusetts cominciò ad agire per via propria reclutando, il 4 gennaio del 1787, una milizia propria composta da 6000 volontari e guidata dall'ex-generale dell'esercito continentale Benjamin Lincoln e dal generale di milizia William Shepard.
Mentre le forze si riunivano, Daniel Shays e Luke Day organizzarono tre gruppi di ribelli armati con l'intenzione di attaccare e saccheggiare l'armeria della città di Springfield. La data dell'assalto, prevista inizialmente per il 25 gennaio, fu cambiata all'ultimo minuto da Day, che inviò un messaggio a Shays informando che non sarebbe stato preparato per l'attacco fino al 26 gennaio. Tale messaggio, però, venne intercettato dalle milizie statali guidate da Shepard e non venne mai recapitato a Shays.
I ribelli attaccarono l'armeria di Springfield il 25 gennaio del 1787, trovandosi però, prima di raggiungerla, di fronte a 3000 miliziani guidati da William Shepard. Questi, pur non sparando nessun colpo diretto di moschetto verso i ribelli, aprirono fuoco con i cannoni, uccidendo 4 ribelli e ferendone 20. La maggior parte delle forze ribelli, trovatasi sorpresa e in inferiorità numerica, fuggì verso nord.
Le truppe guidate dal generale Lincoln marciarono verso Pelham, dove il 2 febbraio trovarono la maggior parte dei ribelli in un campo base, catturando ben 150 uomini. La maggior parte dei ribelli rimanenti fuggì verso il New Hampshire e verso il Vermont, riuscendo a scampare a giudizio.
Posteriormente alla marcia di Lincoln, la ribellione terminò con la firma dei termini di riconciliazione.

## Conseguenze
Un totale di più di 4000 persone firmò confessioni, riconoscendo di aver partecipato agli atti di ribellione in cambio di amnistia, mentre vari centinaia di partecipanti accusati godettero posteriormente di un'amnistia generale che escludeva solo alcuni leader della ribellione armata. Le condanne a morte furono in totale 18, però la maggior parte di esse furono soggette a indulto: gli unici due condannati furono John Bly e Charles Rose (impiccati il 6 dicembre del 1787). Shays venne liberato nel 1788: dopo essere tornato in Massachusetts, scappò per nascondersi in Vermont per ripararsi dalle accuse di anarchismo e per poi ritirarsi nello stato di New York, dove morì nel 1825 a Conesus.
Le rappresaglie violente attuate da Bowdoin crearono un malcontento generale nei suoi confronti da parte della popolazione più umile: alla sua ricandidatura del 1787, perse contro John Hancock specialmente per i pochi voti presi da parte degli agricoltori.

### Vermont
Il Vermont, all'epoca della ribellione, era una repubblica indipendente non riconosciuta che stava cercando di riuscire a ottenere le condizioni per essere accettata come stato dei neonati Stati Uniti d'America. A patto di espellere alcuni rifugiati scappati in Vermont per sfuggire alle repressioni in Massachusetts, Alexander Hamilton ed altri esponenti politici dello Stato di New York cominciarono ad esercitare pressioni politiche sul governo centrale per permettere l'entrata del Vermont nell'Unione. I negoziati ebbero un risvolto favorevole riuscendo a far diventare il Vermont il quattordicesimo stato dell'Unione.

## Impatto sulla Costituzione
Al momento della Ribellione, le debolezze del governo federale per come era costituito seguendo gli Articoli della Confederazione, erano evidenti. Si stava producendo un vigoroso dibattito in tutti gli stati riguardo alla necessità di un governo centrale più forte, con la formazione dei gruppi federalisti e degli antifederalisti.
Poco dopo la ribellione di Shay, i delegati di cinque stati membri dell'Unione si riunirono ad Annapolis, in Maryland, tra l'11 e il 14 settembre del 1786, in quella che verrà poi conosciuta come Convenzione di Annapolis, per discutere delle misure necessarie per riformare il governo e il commercio fra stati senza però riuscire a trovare una soluzione unisona grazie anche alla mancanza di rappresentazione di tutti gli stati.
Come soluzione si arrivò alla Convenzione di Filadelfia del  maggio del 1787 dove, malgrado le forti opposizioni poste da personaggi eminenti della scena politica americana contrari a un maggior controllo statale (fra i quali era presente anche Elbridge Gerry), si decise di riformare le capacità del governo federale e di ridurre le azioni a mano dei singoli stati, come la possibilità di esigere il ritorno di individui, scappati in altri stati, verso i propri confini, e limitando le possibili capacità dei singoli stati di armare i propri cittadini per formare milizie.
La Convenzione di Filadelfia è stata dominata, durante il suo sviluppo, da un forte ambiente favorevole alle idee federaliste e, fra i grandi difensori di un maggior controllo governativo, si possono trovare, ad esempio, John Jay e Thomas Jefferson (quest'ultimo non presente a Filadelfia perché impegnato a svolgere il suo ruolo di ambasciatore in Francia).

## Memoriali
Gli eventi e le persone che presero parte alla ribellione si commemorano nelle città d'origine. La città di Sheffield, ad esempio, ha eretto un monumento commemorativo indicando il luogo dell'"ultima battaglia della ribellione", mentre la città di Pelham commemora tuttora Daniel Shays.
Nella città di Westfield è stata eretta una statua in onore del generale Shepard.